# Čistá (Pardubice)
Čistá é uma comuna checa localizada na região de Pardubice, distrito de Svitavy.